# Gus Kahn
Gustav Gerson Kahn (6 de novembro de 1886 – 8 de outubro de 1941) foi um letrista alemão naturalizado norte-americano.
Khan nasceu em Coblença, na Alemanha, em 1886. A família emigrou para os Estados Unidos em 1890, onde se estabeleceu em Chicago. Kahn casou-se com Grace LeBoy em 1916 e eles tiveram dois filhos, Donald e Irene. Kahn escreveu material especial para vaudeville. Em 1913, iniciou uma produtiva parceria com o compositor Egbert Van Alstyne, com quem ele criou vários sucessos notáveis da época, incluindo "Memories" e, juntamente com o Tony Jackson, "Pretty Baby". Mais tarde ele começou a escrever letras para o compositor e maestro Isham Jones. Esta parceria levou a uma das obras mais conhecidas de Kahn, "I'll See You in My Dreams", que se tornou o título de um filme baseado em sua vida, estrelado por Danny Thomas como Kahn e Doris Day como sua esposa, Grace LeBoy Kahn.
Ele também colaborou com o co-letrista Ira Gershwin e com alguns dos compositores, incluindo Grace LeBoy Kahn (sua esposa), Richard A. Whiting, Buddy DeSylva, Al Jolson, Raymond B. Egan, Ted Fio Rito, Ernie Erdman, Neil Moret, Vincent Youmans, George Gershwin, Harry Akst, Harry M. Woods, Edward Eliscu, Victor Schertzinger, Arthur Johnston, Bronisław Kaper, Jerome Kern, Walter Jurmann, Sigmund Romberg e Harry Warren, apesar de seu principal colaborador foi Walter Donaldson.
Ao longo da década de 1920, Kahn continuou a contribuir na produção da Broadway como, Holka Polka (1925), Kitty's Kisses (1926), Artists and Models (1927), Whoopee! (1928), e Show Girl (1929). Ele passou a escrever filmes, principalmente para a MGM.
Kahn morreu em Beverly Hills, Califórnia, em 8 de outubro de 1941. Ele foi enterrado no Forest Lawn Memorial Park em Glendale, Califórnia.

## Músicas selecionadas
- "Everybody Rag with Me" (1914)
- "Memories" (1915)
- "Pretty Baby" (1916)
- "So Long, Mother" (1917)
- "Your Eyes Have Told Me So" (1919)
- "Ain't We Got Fun?" (1921)
- "Carolina in the Morning" (1922)
- "Toot, Toot, Tootsie (Goo' Bye!)" (1922)
- "My Buddy" (1922)
- "On the Alamo" (1922)
- "Swingin' Down the Lane" (1923)
- "Charley, My Boy" (1924)
- "I'll See You in My Dreams" (1924)
- "It Had to Be You" (1924)
- "When You and I Were Seventeen" (1924)
- "Sometime" (1925)
- "Yes Sir, That's My Baby" (1925)
- "Ukulele Lady" (1925)
- "Chloe" (1927)
- "Side by Side" (1927)
- "Love Me or Leave Me" (1928)
- "Makin' Whoopee" (1928)
- "Goofus" (1930)
- "My Baby Just Cares for Me" (1930)
- "Dream a Little Dream of Me" (1931)
- "Guilty" (1931)
- "Thanks for the Pines" (1931)
- "San Francisco" (1936)